# Windows 8
Windows 8 je operativni sustav američke tvrtke Microsoft za uporabu na osobnim računalima, za kućna i poslovna stolna računala, prijenosnike, tablete i kućna multimedijalna računala (eng. home theater PC). Dio je Windows NT obitelji operativnih sustava i nasljednik Windowsa 7.
Razvoj ovog operativnog sustava je počeo prije izdavanja njegovog prethodnika 2009. godine. Njegovo postojanje je prvi puta objavljeno u siječnju 2011. na sajmu potrošačke elektronike (eng. Consumer Electronics Show). Tijekom razvojne i testne faze, Microsoft je izdao tri predrazvojne verzije sustava: Developer Preview (13. rujna 2011.), Consumer Preview (29. veljače 2012.) i Release Preview (31. svibnja 2012). Iz razvojne faze je izašao 1. kolovoza 2012. i počele su pripreme za distribuciju. Službeno je predstavljen u New Yorku 25. listopada, a od 26. listopada 2012. je u službenoj prodaji. Prema Forbesu, Microsoft će na reklamnu kampanju prilikom izlaska Windowsa 8 potrošiti između 1,5 i 1,8 milijardi američkih dolara, što je Microsoftova najskuplja kampanja dosad.
Windows 8 je baziran na dizajnerskom jeziku Metro i predstavljen s novim "Windows 8-style software", koji se može dobiti samo kroz sustav Windows Store. Windows 8 dolazi i s novim početnim zaslonom, Internet Explorerom 10, nativnom podrškom za USB 3.0, novim antivirusnim programom Windows Defender, Windows To Go i podrškom za UEFI SecureBoot.
Dostupan je u četiri glavna izdanja: Windows 8, Windows 8 Pro, Windows 8 Enterprise i Windows RT. Prva tri imaju gotovo iste hardverske zahtijeve kao i Windows 7. Posljednji je namijenjen pokretanju na tablet računalima s ARM arhitekturom i ima malo drugačije hardverske zahtijeve. Windows 8 Enterprise i Windows RT neće biti dostupni u slobodnoj prodaji na optičkom disku; Windows RT će biti dostupan samo kao predinstaliran na tablete koji će biti u slobodnoj prodaji.

### Unutarnje poveznice
- Windows 7
- Windows Phone 8
- Windows Server 2012
- Windows 8.1

### Zajednički poslužitelj
|  | Zajednički poslužitelj ima stranicu o temi Windows 8    |
|  | Zajednički poslužitelj ima još gradiva o temi Windows 8 |

## Vanjske poveznice
- (hrv.) Službena stranica
- (en) Windows 8 službena stranica